# Frank Omiyale
(en) Statistiques sur pro-football-reference
Frank Tayo Omiyale (né le 23 novembre 1982 à Nashville) est un joueur américain de football américain.

## Enfance
Omiyale étudie à la Whites Creek Comprehensive High School de White Creek. Il joue dans les équipes de football américain, basket-ball et athlétisme.

## Carrière

### Université
Il entre à l'université technique du Tennessee où il joue durant quatre saisons dans l'équipe de football américain des Golden Eagles. Lors de sa dernière saison universitaire, il est nommé dans l'équipe All-America de la saison. Il est désigné comme meilleur bloqueur de la Division I-AA de la NCAA.

### Professionnel
Frank Omiyale est sélectionné au cinquième tour du draft de la NFL de 2005 par les Falcons d'Atlanta au 163e choix. Il rate sa saison de rookie du fait d'une grave blessure qui le tient éloigné des terrains. Il doit attendre le 22 octobre 2006 pour faire sa première apparition en NFL, contre les Steelers de Pittsburgh, ce qui sera sa seule apparition de la saison. Le 1er septembre 2007, après la pré-saison, il n'est pas conservé dans l'équipe des cinquante-trois hommes d'Atlanta pour la saison 2007.
Le 2 septembre 2007, il signe un contrat avec les Panthers de la Caroline mais une nouvelle fois il ne joue aucun match de la saison régulière. Le 5 octobre 2008, il joue son premier match comme titulaire, remplaçant Jordan Gross, victime d'une commotion.
Le 27 février 2009, il signe un contrat de quatre ans avec les Bears de Chicago d'une valeur de quatorze millions de dollars. Dès son arrivée dans sa nouvelle équipe, il est désigné comme titulaire et arrive à s'imposer parmi la ligne offensive.